# إيوان ريدان
إيوان ريدان (بالهولندية: Iwan Redan)‏ (21 أغسطس 1980 بروتردام في هولندا - ) هو لاعب كرة قدم هولندي في مركز الهجوم. لعب مع آر كي سي فالفيك ورودا ياي سي وسبارتا روتردام وفيتيسه آرنهم وفيلم تو تيلبورغ وكارديف سيتي ونادي إكسلسيور ونادي روسيندال ‏ والمير سيتي.

## وصلات خارجية
- إيوان ريدان على موقع قاعدة بيانات كرة القدم.إي يو (الإنجليزية)
- إيوان ريدان على موقع Soccerbase.com (لاعب) (الإنجليزية)